# ژراردو گرییری

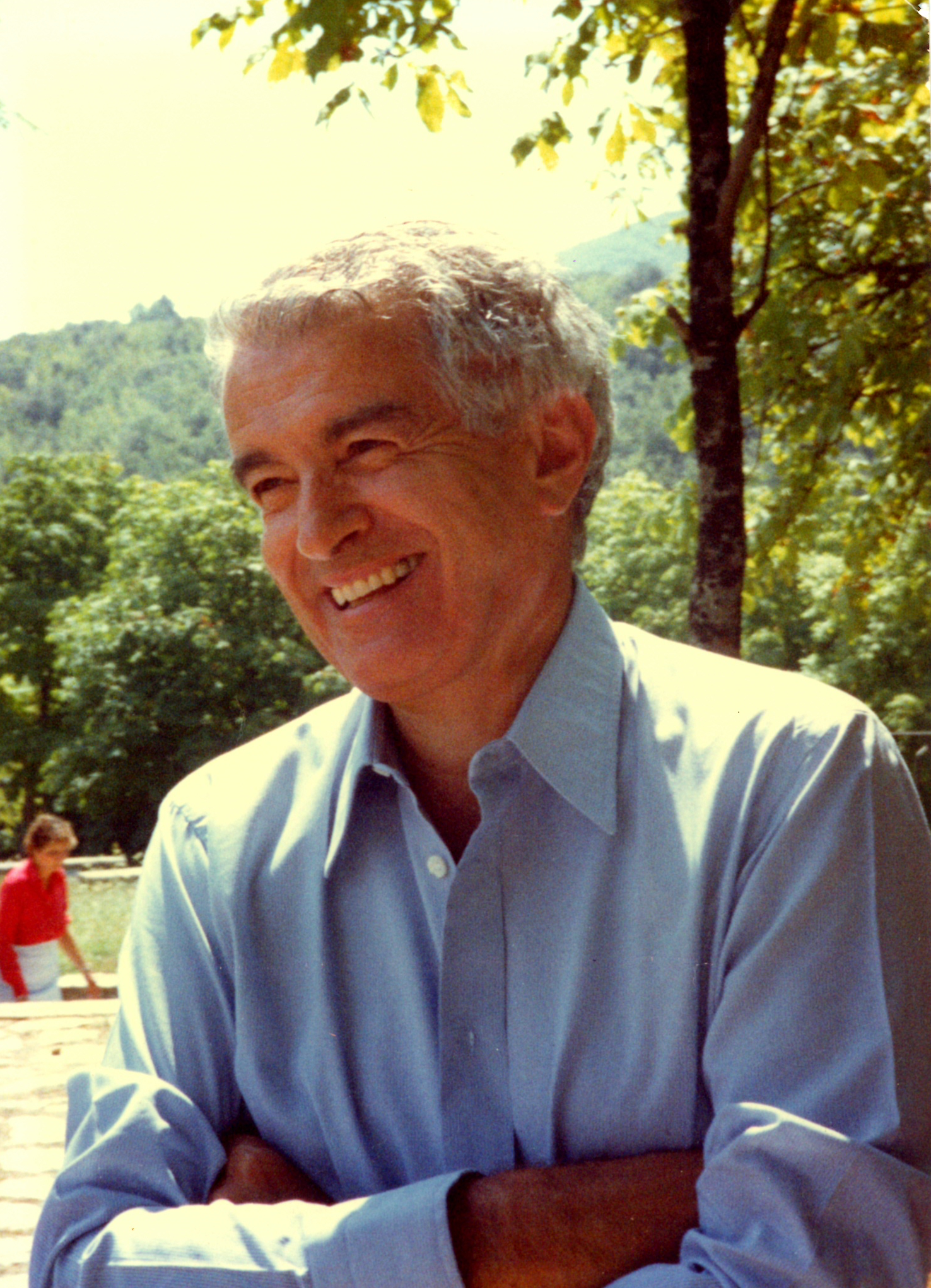
ژراردو گرییِری، کارگردان شهیر ایتالیایی - ۱۹۸۱

ژراردو گرییِری (۴ فوریه ۱۹۲۰ − ۲۴ آوریل ۱۹۸۶) کارگردان سینما و نمایشنامه‌نویس و مترجم ایتالیایی بود. از فیلم‌های نام‌داری که در نگارشِ فیلمنامه‌شان دخالت داشته واکسی و دزد دوچرخه را می‌شود نام‌برد.